# タラス (ニュージーランド)
タラス（英: Tarras）は、ニュージーランドの南島、オタゴ地方のセントラルオタゴ地区 (Central Otago) にある小さな農場集落である。クルーサ渓谷 (Clutha Valley) の上流部の上側傾斜地にあり、リンディス峠 (Lindis Pass) の南端からあまり遠くないステートハイウェイ8 (State Highway 8) に位置する。
タラス地区のほとんどの農場では、ヒツジが放牧され、主に最高級羊毛となるメリノ種のヒツジが飼育されている。他の品種のヒツジや、肉牛、シカも同様に飼育され、また近年では、多くの葡萄園が地域に定着し、主にピノ・ノワールやリースリングなどのブドウを栽培している。

## 参考
- Duff, Geoffrey P. Sheep May Safely Graze: The Story of Morven Hills Station and the Tarras District, Central Otago. The Author, 1978.
- A Tapestry of Tarras: Local Stories Told in Stitches. Dunedin: [Women’s Division of Federated Farmers, Tarras Branch, 1997].